# بی. ای. پی
بی. ای. پی (انگلیسی:B.A.P،کره‌ای:비에이피) گروه ۶ نفره اهل کره جنوبی که کار خود را در سال ۲۰۱۲ زیر نظر کمپانی TS آغاز کردند. سبک این گروه هیپ هاپ بوده و در کارهایشان تأثیر زیادی از موسیقی آفریقایی-آمریکایی گرفته‌اند. متن آهنگ‌های آن‌ها اغلب اجتماعی-سیاسی بوده و دربارهٔ مبارزه با ظلم و قدرت، نفی پول پرستی و مبارزه برای آزادی و... نوشته شده‌است.

## نام گروه

### معنای بی. ای. پی (B.A.P)
نام گروه مخفف شده لغات BEST.ABSOLUTE.PERFECT به معنای بهترین. کاملترین. عالی‌ترین می‌باشد.

## آغاز کار

### یونگ گوک"دیوانه شدم"و"به یاد دارم
اولین عضو گروه، بانگ یونگ گوک در اواخر سال ۲۰۱۱ با همکاری او در آهنگ "دیوانه شدم"به طرفداران معرفی شد. او همچنین در همکاری دیگری با یانگ یوسئوب، خواننده اصلی گروه BEAST آهنگ "به یاد دارم" را منتشر کردند.

### هیم چان و میزبانی "THE SHOW"
دومین عضو گروه، کیم هم چان در طی میزبانی برنامه "THE SHOW" به طرفداران معرفی شد.

### بانگ و زلو
سومین عضو معرفی شده گروه، زلو، در طی همکاری او و بانگ یونگ گوک، دیگر عضو گروه در آهنگ "هرگز دست نکش" به طرفداران در سال ۲۰۱۱ معرفی شد.

## دیسکوگرافی
| - اولین حساسیت (۲۰۱۴) - نوآر (۲۰۱۶) | - بهترین. کاملترین. عالی‌ترین (۲۰۱۶) - نامحدود (۲۰۱۷) - عظیم (۲۰۱۸) |

## فیلم شناسی

### تلویزیون
| تاریخ | کانال             | نمایش                                  | یادداشت                                           |
| ----- | ----------------- | -------------------------------------- | ------------------------------------------------- |
| ۲۰۱۲  | اس‌بی‌اس ام‌تی‌وی     | تا-داه! این بی. ای. پیه                | ۱۰ قسمت                                           |
| ۲۰۱۲  | اس‌بی‌اس ام‌تی‌وی     | دفتر خاطرات بی. ای. پی                 | ۲ قسمت                                            |
| ۲۰۱۲  | Mnet              | اردوگاه کشتار بی. ای. پی               | ۳ قسمت                                            |
| ۲۰۱۴  | TSENT2008 YouTube | حمله بی. ای. پی!                       | ۱۳ قسمت (B.A.P Live On Earth 2014 Continent Tour) |
| ۲۰۱۶  | ام‌بی‌سی موزیک      | یک روز خوب بی. ای. پی                  | ۸ قسمت (پخش در تاریخ ۱۴ اکتبر، ۲۰۱۶)              |
| ۲۰۱۸  | ناور تی‌وی         | B.A.P 오지GO 지리GO (زندگی دست نخورده) | ۴ قسمت (پخش در تاریخ ۹ مه، ۲۰۱۸)                  |